# Saturn-Award-Verleihung 1998
Die 24. Saturn-Award-Verleihung fand am 10. Juni 1998 statt. Erfolgreichste Produktionen mit drei Auszeichnungen wurde Men in Black.

## Nominierungen und Gewinner

### Film
| Kategorie                               | Preisträger                                                                    | Film                                                           | Nominierungen |
| --------------------------------------- | ------------------------------------------------------------------------------ | -------------------------------------------------------------- | --- |
| Bester Science-Fiction-Film             |                                                                                | Men in Black                                                   | Alien – Die Wiedergeburt Contact Das fünfte Element Postman Starship Troopers |
| Bester Horrorfilm                       |                                                                                | Im Auftrag des Teufels                                         | Anaconda Ich weiß, was du letzten Sommer getan hast Mimic – Angriff der Killerinsekten Phantoms Scream 2 |
| Bester Fantasyfilm                      |                                                                                | Austin Powers – Das Schärfste, was Ihre Majestät zu bieten hat | Batman & Robin George – Der aus dem Dschungel kam Hercules Vergessene Welt: Jurassic Park Mäusejagd |
| Bester Action-/Adventure-/Thriller-Film |                                                                                | L.A. Confidential                                              | Breakdown Im Körper des Feindes The Game Titanic James Bond 007 – Der Morgen stirbt nie |
| Beste Regie                             | John Woo                                                                       | Im Körper des Feindes                                          | Jean-Pierre Jeunet für Alien – Die Wiedergeburt Robert Zemeckis für Contact Steven Spielberg für Vergessene Welt: Jurassic Park Barry Sonnenfeld für Men in Black Paul Verhoeven für Starship Troopers |
| Bestes Drehbuch                         | Mike Werb Michael Colleary                                                     | Im Körper des Feindes                                          | James V. Hart & Michael Goldenberg für Contact Jonathan Lemkin & Tony Gilroy für Im Auftrag des Teufels Ed Solomon für Men in Black Matthew Robbins & Guillermo del Toro für Mimic – Angriff der Killerinsekten Edward Neumeier für Starship Troopers |
| Beste Spezialeffekte                    | Phil Tippett Scott E. Anderson Alec Gillis Tom Woodruff junior John Richardson | Starship Troopers                                              | Pitof, Erik Henry, Alec Gillis & Tom Woodruff junior für Alien – Die Wiedergeburt Ken Ralston, Stephen Rosenbaum, Jerome Chen & Mark Holmes für Contact Karen E. Goulekas & Mark Stetson für Das fünfte Element Dennis Muren, Stan Winston, Michael Lantieri & Randy Dutra für Vergessene Welt: Jurassic Park Eric Brevig, Peter Chesney, Rob Coleman & Rick Baker für Men in Black |
| Beste Musik                             | Danny Elfman                                                                   | Men in Black                                                   | Alan Silvestri für Contact Joseph Vitarelli für Alles Unheil kommt von oben John Powell für Im Körper des Feindes Michael Nyman für Gattaca David Arnold für James Bond 007 – Der Morgen stirbt nie |
| Bestes Kostüm                           | Ellen Mirojnick                                                                | Starship Troopers                                              | Bob Ringwood für Alien – Die Wiedergeburt Deena Appel für Austin Powers – Das Schärfste, was Ihre Majestät zu bieten hat Ingrid Ferrin & Robert Turturice für Batman & Robin Jean Paul Gaultier für Das fünfte Element Colleen Atwood für Gattaca |
| Bestes Make-Up                          | Rick Lazzarini Gordon J. Smith                                                 | Mimic – Angriff der Killerinsekten                             | David Atherton & Kevin Yagher für Im Körper des Feindes Rick Baker, David LeRoy Anderson & Katherine James für Men in Black Ve Neill & Jeff Dawn für Batman & Robin Cindy J. Williams (K.N.B. EFX Group Inc.) für Spawn Luigi Rocchetti & Neal Martz für Im Auftrag des Teufels |
| Bester Hauptdarsteller                  | Pierce Brosnan                                                                 | James Bond 007 – Der Morgen stirbt nie                         | Al Pacino für Im Auftrag des Teufels Nicolas Cage für Im Körper des Feindes John Travolta für Im Körper des Feindes Will Smith für Men in Black Kevin Costner für Postman |
| Beste Hauptdarstellerin                 | Jodie Foster                                                                   | Contact                                                        | Sigourney Weaver für Alien – Die Wiedergeburt Jennifer Lopez für Anaconda Pam Grier für Jackie Brown Mira Sorvino für Mimic – Angriff der Killerinsekten Neve Campbell für Scream 2 |
| Bester Nebendarsteller                  | Vincent D’Onofrio                                                              | Men in Black                                                   | James Patrick Walsh für Breakdown Steve Buscemi für Con Air Robert Forster für Jackie Brown Pete Postlethwaite für Vergessene Welt: Jurassic Park Will Patton für Postman |
| Beste Nebendarstellerin                 | Gloria Stuart                                                                  | Titanic                                                        | Winona Ryder für Alien – Die Wiedergeburt Joan Allen für Im Körper des Feindes Milla Jovovich für Das fünfte Element Courteney Cox für Scream 2 Teri Hatcher für James Bond 007 – Der Morgen stirbt nie |
| Bester Nachwuchsschauspieler            | Jena Malone                                                                    | Contact                                                        | Dominique Swain für Im Körper des Feindes Sam Huntington für Aus dem Dschungel, in den Dschungel Vanessa Lee Chester für Vergessene Welt: Jurassic Park Alexander Goodwin für Mimic – Angriff der Killerinsekten Mara Wilson für Der Zauberwunsch |

### Fernsehen
| Kategorie                             | Preisträger  | Film                                    | Nominierungen |
| ------------------------------------- | ------------ | --------------------------------------- | --- |
| Beste Fernsehpräsentation             |              | The Shining                             | Cinderella Besucher aus dem Jenseits - Sie kommen bei Nacht Lethal Invasion – Attacke der Alien-Viren Retroactive Schneewittchen |
| Beste Network-Fernsehserie            |              | Buffy – Im Bann der Dämonen             | Profiler Die Simpsons Star Trek: Raumschiff Voyager The Visitor – Die Flucht aus dem All Akte X – Die unheimlichen Fälle des FBI |
| Beste Syndication-/Kabel-Fernsehserie |              | Outer Limits – Die unbekannte Dimension | Babylon 5 Mission Erde – Sie sind unter uns Star Trek: Deep Space Nine Stargate – Kommando SG-1 Xena – Die Kriegerprinzessin |
| Bester TV-Hauptdarsteller             | Steven Weber | The Shining                             | Richard Dean Anderson für Stargate – Kommando SG-1 Nicholas Brendon für Buffy – Im Bann der Dämonen John Corbett für The Visitor – Die Flucht aus dem All David Duchovny für Akte X – Die unheimlichen Fälle des FBI Michael T. Weiss für Pretender |
| Beste TV-Hauptdarstellerin            | Kate Mulgrew | Star Trek: Raumschiff Voyager           | Gillian Anderson für Akte X – Die unheimlichen Fälle des FBI Sarah Michelle Gellar für Buffy – Im Bann der Dämonen Jeri Ryan für Star Trek: Raumschiff Voyager Ally Walker für Profiler Peta Wilson für Nikita                                      |

### Homevideo
| Kategorie                   | Preisträger | Film             | Nominierungen |
| --------------------------- | ----------- | ---------------- | --- |
| Beste Videoveröffentlichung |             | Danny, der Kater | Die Schöne und das Biest – Weihnachtszauber The Haunted World of Edward D. Wood Jr. God’s Army II – Die Prophezeiung Texas Chainsaw Massacre – Die Rückkehr Wishmaster |

### Ehrenpreise
| Kategorie                 | Preisträger                  | Film              | Nominierungen |
| ------------------------- | ---------------------------- | ----------------- | ------------- |
| Special Award             |                              | Gods and Monsters |               |
| George Pal Memorial Award | Dean Devlin                  |                   |               |
| Life Career Award         | James Karen Michael Crichton |                   |               |
| President’s Award         | James Cameron                |                   |               |
| Service Award             | Kevin Marcus Bradley Marcus  |                   |               |